# Kirrama abolos
Kirrama abolos är en bäcksländeart som beskrevs av Günther Theischinger 1981. Kirrama abolos ingår i släktet Kirrama och familjen Gripopterygidae. Inga underarter finns listade i Catalogue of Life.